# Seon Ki Park
Seon Ki Park (14 maart 1954) is een Zuid-Koreaans jurist en militair. Hij begon zijn loopbaan als juridisch adviseur in het leger en klom op tot de rang van generaal-majoor. Sinds 2004 is hij rechter van het Rwanda-tribunaal in Tanzania.

## Levensloop
Park studeerde vanaf 1974 rechten aan de Nationale Universiteit Kyungpook in Daegu en slaagde daar in 1977 als Bachelor of Laws en in 1979 voor een specialisatie in burgerlijk recht. Van 1984 tot 1986 studeerde hij nog verder aan de Law School van de George Washington-universiteit in Washington D.C. en sloot deze studie af met een mastergraad in vergelijkende rechtswetenschap. Ook later volgde hij nog enkele studies, waaronder een verdieping in burgerlijk recht van drie maanden aan de Nationale Universiteit van Seoel en twee weken in internationaal humanitair recht van het Rode Kruis en het Internationaal Instituut in San Remo. Hij werd in 1980 toegelaten tot de balie van Zuid-Korea en in 1986 tot die van de staat Pennsylvania.
Vanaf 1986 was hij juridisch adviseur (SJA, Staf Judge Advocate) voor verschillende onderdelen in het Zuid-Koreaanse leger en hoofd van de juridische divisie. In 2000 verliet hij het leger met de rang van generaal-majoor. Hierna had hij enkele jaren zijn eigen advocatenkantoor in Seoel tot hij in 2004 werd gekozen tot rechter van het Rwanda-tribunaal in de Tanzaniaanse stad Arusha. Daarnaast werd hij in 2012 beëdigd tot rechter van het Internationale Residumechanisme voor Straftribunalen, om op oproepbasis lopende zaken af te handelen van het Rwanda-tribunaal en het Joegoslavië-tribunaal. Hij werd onderscheiden in drie Koreaanse Ordes van Militaire Verdienste en kreeg in 1997 de Chunsu-decoratie opgespeld.